# 河合貞雄
河合 貞雄（かわい さだお、1931年 - 2022年7月24日）は、京都府出身の元アマチュア野球選手（投手）。

## 経歴・人物
西京高等学校では、1949年夏の甲子園府予選準々決勝で桃山高からノーヒットノーラン（7回コールド参考記録）を達成。決勝に進むが、杉山真治郎のいた平安高に2-3で惜敗、京津大会には出場できなかった。1年上には甲子園で活躍した北本重二がいる。
慶應義塾大学に進学。東京六大学野球リーグでは1951年秋季リーグから2季連続優勝。1952年の早慶戦は全試合に石井連蔵と投げ合い話題を呼ぶ。1953年は主将となり、同年秋季リーグの早慶戦ではノーヒットワンランを含む2試合連続完投勝ちを果たす。
卒業後は住友金属に入社。1954年の第1回アジア野球選手権大会日本代表に選出される。1955年の都市対抗にチーム初出場、1回戦で東洋レーヨンに完封負け。同年から2年連続で世界アマチュア野球大会に出場。1957年の都市対抗は全鐘紡に補強され準決勝で先発。熊谷組の島津四郎と投げ合うが0-1で惜敗した。
現役引退後は住友金属監督に就任。日本野球連盟副会長や選抜高校野球大会選考委員なども務めた。
2022年7月24日、老衰のため死去、90歳。